# Сихонкино
Сихонкино (баш. Сихонкин) — село в Кармаскалинском районе Республики Башкортостан Российской Федерации. Входит в состав Кабаковского сельсовета.

## География

### Географическое положение
Расстояние до:
- районного центра (Кармаскалы): 20 км,
- ближайшей ж/д станции (Кабаково): 4 км.

## История
До 2008 года — центр Сихонкинского сельсовета.

## Население
| 2002 | 2009 | 2010 |
| ---- | ---- | ---- |
| 896  | ↗897 | ↘891 |

Национальный состав
Согласно переписи 2002 года, преобладающая национальность — чуваши (89 %).